# ملابس واقية من الشمس

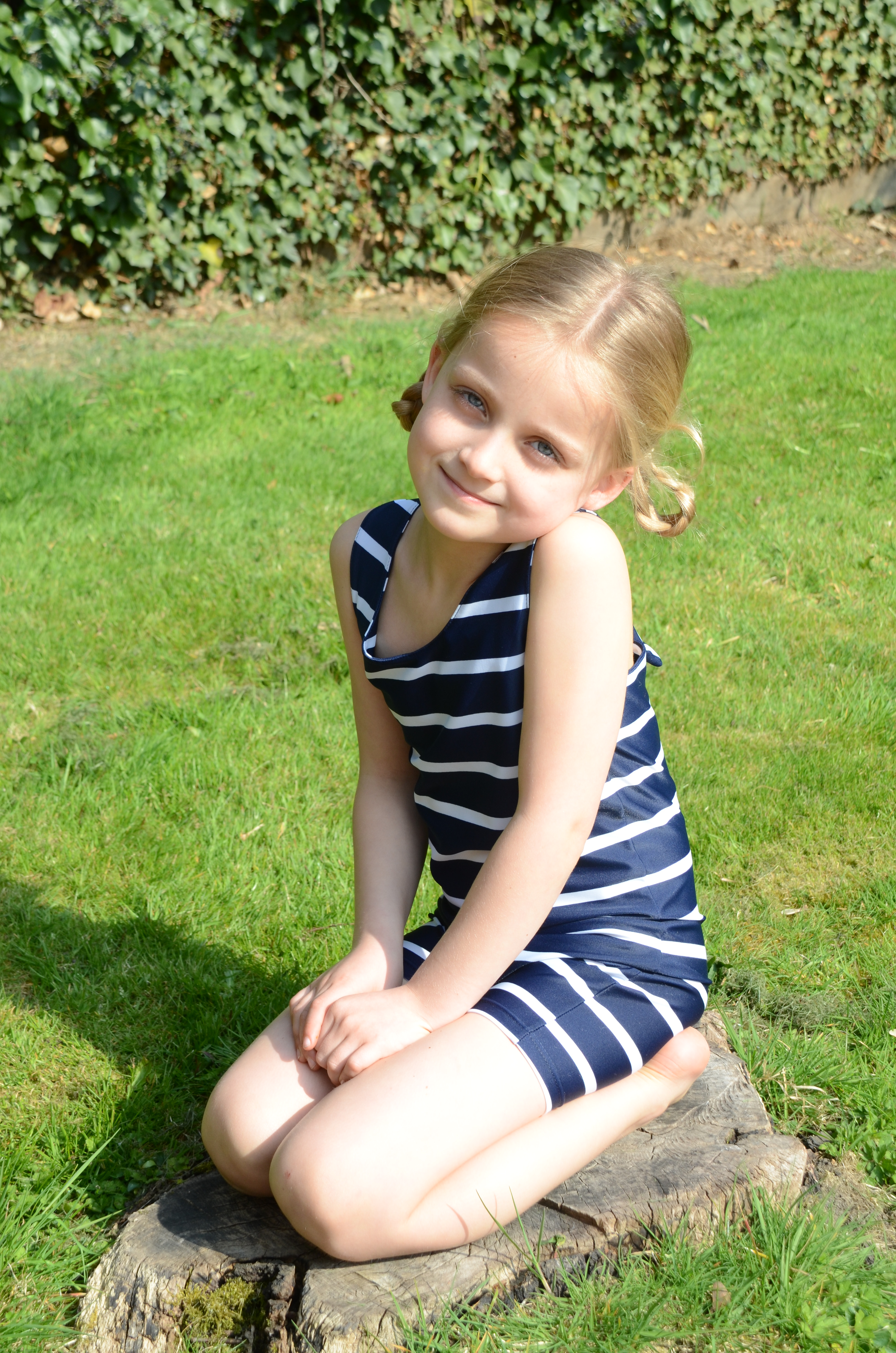
ملابس السباحة فوق البنفسجية

الملابس الواقية من الشمس هي ملابس مصممة خصيصًا للحماية من الشمس ويتم إنتاجها من قماش مصنّف لمستوى الحماية من الأشعة فوق البنفسجية (UV). قد ينتج عن هيكل نسج جديد ومنكر (يتعلق بعدد الخيوط لكل بوصة) خصائص واقية من الشمس. بالإضافة إلى ذلك ، يمكن معالجة بعض المنسوجات والأقمشة المستخدمة في استخدام الملابس الواقية من الشمس مسبقًا بمكونات مثبطة للأشعة فوق البنفسجية أثناء التصنيع لتعزيز فعاليتها.
بالإضافة إلى الأقمشة الخاصة ، قد تلتزم الملابس الواقية من أشعة الشمس بمعلمات تصميم محددة ، بما في ذلك التصميم المناسب للتغطية الكاملة للبشرة الأكثر عرضة للتلف بالأشعة فوق البنفسجية. الأكمام الطويلة ، والسراويل بطول الكاحل ، والتنانير بطول الركبة إلى الأرض ، والفساتين بطول الركبة ، والياقات هي أنماط شائعة للملابس كإجراء واقٍ من أشعة الشمس.
لا يحتاج عدد من الأقمشة والمنسوجات الشائعة الاستخدام اليوم إلى تعزيز إضافي للأشعة فوق البنفسجية استنادًا إلى هيكل الألياف المتأصل وكثافة النسيج ومكونات الصباغ ، خاصة الألوان الداكنة والأصباغ النيلية .
تحتوي هذه الأقمشة على نسب كاملة أو مزيج من الألياف الطبيعية ثقيلة الوزن مثل القطن والكتان والقنب أو المواد التركيبية خفيفة الوزن مثل البوليستر والنايلون والياف لدنة والبولي بروبيلين .
من الأمثلة الجيدة أيضًا الدنيم المصبوغ بالنيلي الطبيعي أو الاصطناعي ، والنسيج الطويل ، والقماش ، والساتان . ومع ذلك ، فإن العيب الكبير هو الاحتفاظ بالحرارة التي تسببها الأقمشة ذات الوزن الثقيل والأغمق.

نظرًا لأن الملابس الواقية من أشعة الشمس عادة ما يتم ارتداؤها أثناء الطقس الدافئ والرطب ، فقد يتم تصميم بعض المنسوجات والملابس التي تحجب الأشعة فوق البنفسجية باستخدام نسج مهواة وفتل الرطوبة وخصائص مضادة للبكتيريا للمساعدة في التبريد والتهوية.
يمثل UPF (عامل الحماية من الأشعة فوق البنفسجية) نسبة الأشعة فوق البنفسجية المسببة لحروق الشمس بدون ومع حماية النسيج ، على غرار تصنيفات عامل الحماية من الشمس (SPF) الواقية من أشعة الشمس . في حين أن الأقمشة الصيفية القياسية بها UPF ~ 6 ، فإن الملابس الواقية من أشعة الشمس تحتوي عادةً على UPF ~ 30 ، مما يعني أن وحدة واحدة فقط من أصل 30 وحدة من الأشعة فوق البنفسجية ستمر (~ 3٪).